# Aleksandr Wołodin
Aleksandr Moisiejewicz Wołodin (Liwszyc) (ros. Алекса́ндр Моисе́евич Воло́дин (Лифшиц), ur. 10 lutego 1919, zm. 17 grudnia 2001) – radziecki i rosyjski prozaik, dramaturg oraz scenarzysta. Napisał scenariusz m.in. do filmu Gieorgija Danelii pt. Jesienny maraton z 1979 roku.

## Życiorys
Był nauczycielem szkoły średniej. Po ukończeniu wydziału scenariuszowego WGIK (1949) pracował jako redaktor w Leningradzkiej Wytwórni Filmów Popularnonaukowych (Lennauczfilm), a potem jako redaktor oraz członek Rady Artystycznej Lenfilmu. W latach 1954–1967 napisał kilka sztuk teatralnych. Został pochowany na Cmentarzu Komarowskim w Petersburgu.

## Wybrana filmografia
- 1965: Ktoś dzwoni, otwórzcie![2]
- 1974: Trzecia córka[3]
- 1978: Jesienne dzwony[4]
- 1979: Jesienny maraton[5]